# Cala (Huelva)
Cala es un municipio español de la provincia de Huelva, Andalucía. El municipio cuenta con una población de 1117 habitantes (INE 2024). Su extensión superficial es de 83,94 km² y tiene una densidad de 14,32 hab/km². Se encuentra situada a una altitud de 588 metros y a 160 kilómetros de la capital de provincia, Huelva.
Dentro del término municipal se encuentran las denominadas minas de Cala, una importante explotación minera que ha estado en activo desde la Antigüedad. Esto ha supuesto que la historia de la localidad estuviera estrechamente ligada con la minería, que hasta fecha recientes ha constituido su principal motor económico. El municipio llegó a estar enlazado por un ferrocarril de vía estrecha construido a comienzos del siglo XX, que llegaba hasta San Juan de Aznalfarache. En la actualidad los yacimientos se encuentran inactivos.

## Historia

### Antigüedad
La historia de Cala está ligada a la minería. Ya en la Edad del Bronce se han identificado varios poblados asociados a la explotación del cobre.
Los romanos también explotaron el cobre de los actuales distritos mineros de Minas de Cala y de La Sultana-San Rafael. En particular, los abundantes escoriales de Minas de Cala, las galerías descritas por H. Quiring (hoy perdidas por el avance de la explotación minera a cielo abierto) y los esqueletos de tres mineros romanos encontrados en el siglo XIX con sus herramientas en una galería, demuestran una intensa actividad minera. La explotación minera en época romana data de los siglos I a IV d. C.
A pesar de que la sierra de Huelva fue una zona poco urbanizada en época romana se han encontrado algunos restos de edificaciones romanas en la ermita de Cala y en otros lugares. Una inscripción que se puede observar en la ermita ha llevado a pensar que Cala recibió en época romana el nombre de Restituta lulia; esta conclusión está hoy desacreditada, habiendo encontrado diversos expertos que dicha inscripción es una falsificación realizada hacia el siglo XVIII.

### Edad Media
De la presencia árabe en la zona queda el nombre del pueblo, qala, que en árabe significa castillo o fortaleza, aunque no hay evidencia acerca de la importancia de Cala en el periodo de dominación árabe. Durante la Reconquista Cala se halla en la frontera entre los territorios incorporados por los reinos de Portugal y León. Así, mientras que en 1230 Alfonso IX de León conquista Mérida y Badajoz, Alfonso III de Portugal se apodera de Aroche y Aracena en 1251.
El pueblo de Cala está dominado por un castillo-fortaleza medieval perteneciente a la denominada Banda Gallega y que fue construida por el Reino de Sevilla. Los historiadores mencionan diferentes funciones para este tipo de castillo: defensa contra Portugal, protección de vías de comunicación contra el ataque de bandoleros, reafirmación del poder real ante los territorios de las órdenes del Temple y de Santiago, así como facilitar el asentamiento de la población. Existen dudas acerca de si el Castillo fue construido completamente por los cristianos o sólo reforzado sobre la base de una construcción previa árabe.
En 1264 se produce la revuelta mudéjar en el Reino de Sevilla, que Alfonso X reprime con dureza, expulsando a los musulmanes andalusíes con el consiguiente despoblamiento del suroeste peninsular. Podemos imaginar la pérdida de población que sufriría Cala en ese momento. Por estas fechas Alfonso X emprende la repoblación con cristianos para recuperar la demografía de estos territorios. Entre 1273 y 1293 se menciona la existencia de poblamiento en Cala. La repoblación de la sierra de Aracena la efectúan individuos procedentes de Galicia y León, cuya herencia cultural se puede observar hoy en apellidos, toponimia, así como en el habla de la zona.
1391 es el año en que desaparece la judería de Cala. Tras la expulsión de los mudéjares, en Cala y muchos pueblos del Reino de Sevilla convivía una mayoría cristiana con una floreciente minoría judía. Esta convivencia se transformó durante el siglo XIV en antisemitismo y desembocó en el pogromo que en 1391 se extendió por todas las ciudades y villas andaluzas, con el asalto de las juderías por hordas cristianas. Los judíos eran asesinados, expulsados, vendidos como esclavos u obligados a convertirse al cristianismo. Parece que los cristianos de Cala también arrasaron la aljama, obligando a sus miembros a convertirse al cristianismo. Poco más conocemos sobre la judería de Cala, aunque parece razonable pensar que se ubicaría en la calle de la Cruz, nombre que se repite en las antiguas juderías. También es evocador el nombre tradicional de una parte de esta calle: El Toleíllo.

### Edad Moderna
A principios del siglo XVI la población de Cala era de aproximadamente 750 habitantes, si observamos el censo de Pecheros de 1528 que contabiliza 183 vecinos (178 pecheros, dos hidalgos y 3 clérigos). Cala no recuperará este número de habitantes hasta bien entrado el siglo XIX. En 1755 el Catastro de Ensenada registra 100 vecinos y 88 casas habitables, mientras que el Diccionario Madoz anota hacia 1850 148 casas, 131 vecinos y 536 almas.
Algunos pasajes del Diccionario Madoz describe Cala hacia 1850 como “Villa con ayuntamiento en la provincia de Huelva (…) Situada en una cañada, bien ventilada y bastante sana, con 142 casas de 5 varas de altura, distribuidas en calles mal trazadas, medianamente empedradas y en una plaza cuadrada de cortas dimensiones; hay salas consistoriales, cárcel, escuela de primeras letras dotada con 500 reales y concurrida por unos 30 alumnos de ambos sexos (…) El terreno es áspero y le baña el Cala; hay (…) una dehesa de propios, llamada de la Parrilla, que comprende 800 fanegas de tierra, y una suerte del concejo, con 25. Los caminos son locales, comunales y de herradura, y se hallan en mal estado; la correspondencia se trae todos los miércoles de la administración de Aracena (…) caza de conejos, perdices y muchos lobos”

### Etapa contemporánea
Al formarse la provincia de Huelva en la división administrativa de 1833, Cala deja de pertenecer a Sevilla y pasa a pertenecer a la actual provincia de Huelva, asignándose al partido judicial de Aracena.
Desde finales del siglo XIX Cala experimentó un resurgimiento de la actividad minera. Empresas mineras de capital alemán, inglés o bilbaíno extrajeron de nuevo cobre, hierro y oro, allí donde identificaron vestigios de las explotaciones romanas. Se construyó asimismo un ferrocarril entre Minas de Cala y San Juan de Aznalfarache, con un ramal al Coto Teuler. La creciente población vivió a partir de este momento los vaivenes de la industria y de los mercados de metales, con periodos de expansión que atraían población de otros lugares y cierres de minas que precipitaban la crisis y el éxodo.
Cala también sufrió los desastres de la Guerra Civil. En el municipio se produjeron decenas de asesinatos de militantes obreros y defensores de la II República, crímenes que nunca se han investigado. También fueron encarcelados decenas de vecinos de Cala, como se recoge en el libro de Antequera Luengo y Luengo Jiménez. Muchos también emprendieron el camino del exilio y rehicieron sus vidas en Francia o México, como ha recogido Jesús Coperio en sus investigaciones. Durante los primeros días que siguieron al golpe del 18 de julio de 1936 se quemaron archivos e imágenes religiosas.

## Demografía
Cala cuenta con una población de 1117 habitantes (INE 2024).
| Gráfica de evolución demográfica de Cala entre 1842 y 2021                                                          |
| |
| Población de derecho según los censos de población del INE Población de hecho según los censos de población del INE |

| 623 | 536 | 1,493 | 1,414 | 1324 | 1326 | 1252 | 1159 | 1155 |
| (Fuente: 1826: "Diccionario geográfico-estadístico de España y Portugal" de Sebastián de Miñano y Bedoya - 1826; 1850: Diccionario Madoz; datos desde 1996: INE-es) |     |       |       |      |      |      |      |      |

## Economía
El pueblo de Cala tiene como principal actividad productiva la cría y engorde del cerdo Ibérico. De este se extraen numerosos beneficios como el jamón, embutidos, carnes y grasas animales.
La cría del cerdo ibérico se realiza principalmente en fincas con grandes extensiones de encinas, las dehesas.
En estas tierras se cría el cerdo y en la época de la montanera es cuando se alimenta de la bellota que producen las encinas y alcornoques, en épocas de sequía y cuando en el monte no se encuentra alimento suficiente la alimentación del cerdo se complementa con un pienso de engorde. 
Una vez finalizada la etapa de engorde del cerdo, el ganadero vende los cerdos a mataderos los cuales extraen todos los productos porcinos que conocemos. En otras ocasiones los pequeños ganaderos que solo crían un par de cerdos para abastecer su propia demanda, realizan las tradicionales matanzas del cerdo ibérico.
Actualmente se reúnen los vecinos o familia y sacrifican al cerdo para después hacer los embutidos y el jamón.
La segunda actividad agrícola que posee Cala es el corcho de los alcornoques, que abundan en sus dehesas, la actividad del corcho se desarrolla cada 9 años mediante las llamadas sacas del corcho o popularmente conocida en el pueblo como «La corcha».
La saca del corcho se realiza muy temprano, sobre las 6 de la mañana los descorchadores comienzan con el trabajo de descorche en el que con hachas empleadas para este fin desprenden el corcho del alcornoque. 
La herramienta que emplean para esta actividad es un hacha de descorchar, la cual es igual que un hacha convencional pero su cabo termina en forma de cuña, para que al introducirla entre el corcho y el tronco del árbol haga la función de una palanca. También cabe destacar que están muy afiladas, ya que deben cortar el corcho, los descorchadores suelen ser jornaleros con bastante experiencia en la tarea ya que hay que tener bastante precisión porque podemos dañar la corteza del árbol, que se encuentra justo detrás del corcho.
Otro dato a tener en cuenta en la época del descorche es la humedad de cada árbol ya que es conveniente que el año de la saca haya sido un año lluvioso para que el corcho no esté seco, si esto no ocurre difícilmente se extrae el corcho ya que es mucho más difícil despegarlo de la corteza.
En cuanto a ganadería bobina en el municipio hay también gente que se dedica a la cría de reses mansas para después venderlas, con un fin gastronómico.
En cuanto a gastronomía, Cala es un lugar en el que abundan los productos derivados del cerdo. Los platos más típicos son carne de cerdo a la brasa, la cual se prepara con sal, embutidos como el jamón, el lomo, el salchichón, el chorizo y el morcón. Otro plato conocido en la comarca es el cochinito frito, que se prepara con ajo, perejil, aceite, sal y se fríe en una sartén con abundante aceite.
Para referirnos a la gastronomía cinegética podemos destacar la caldereta de Venado o el chorizo de carne de jabalí. También podemos degustar aves como la paloma con arroz, la perdiz con arroz o el zorzal.

### Evolución de la deuda viva municipal
| Gráfica de evolución de Deuda viva del Ayuntamiento de Cala entre 2008 y 2021                                |
| |
| Deuda viva del Ayuntamiento de Cala en miles de Euros según datos del Ministerio de Hacienda y Ad. Públicas. |

## Monumentos

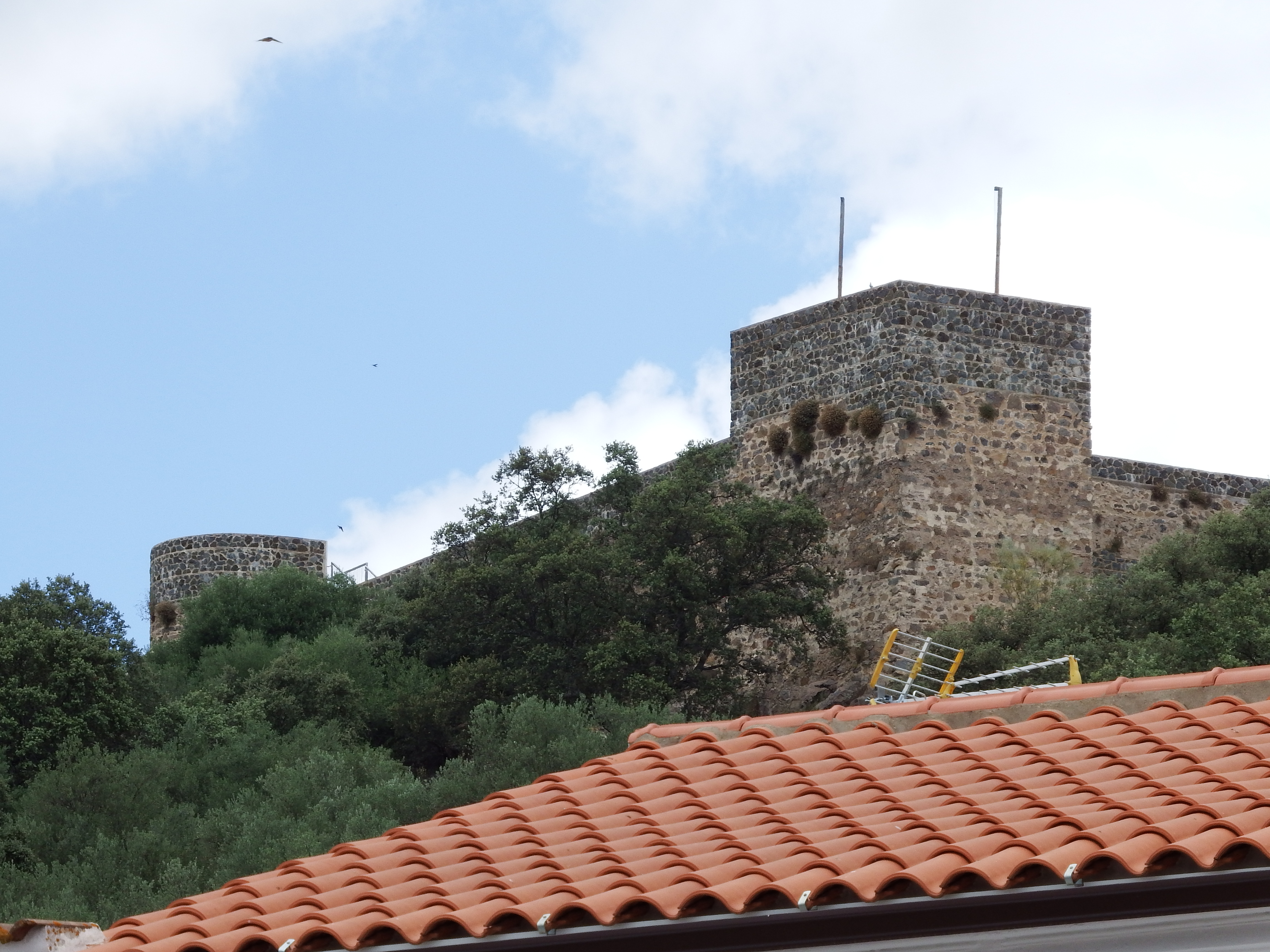
Castillo de Cala, de finales del siglo XIII y principios del XIV. Formaba parte de una de las tres líneas defensivas junto con Aracena y Santa Olalla del Cala en la llamada Banda Gallega, para frenar la continua amenaza portuguesa en esta zona.
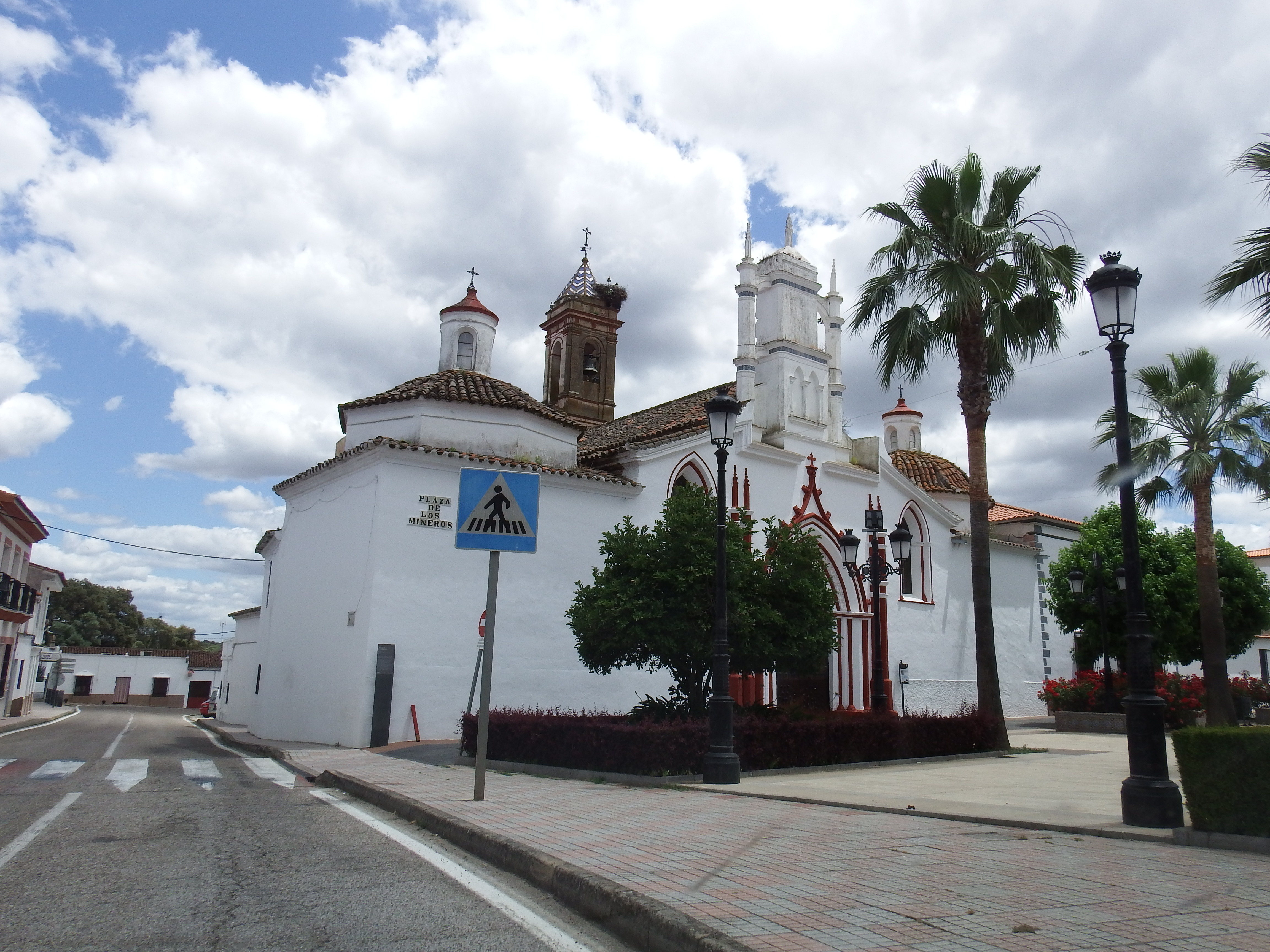
Iglesia de Santa María Magdalena en su interior alberga dos retablos uno mural del siglo XIV y otro de tablas del siglo XVI.
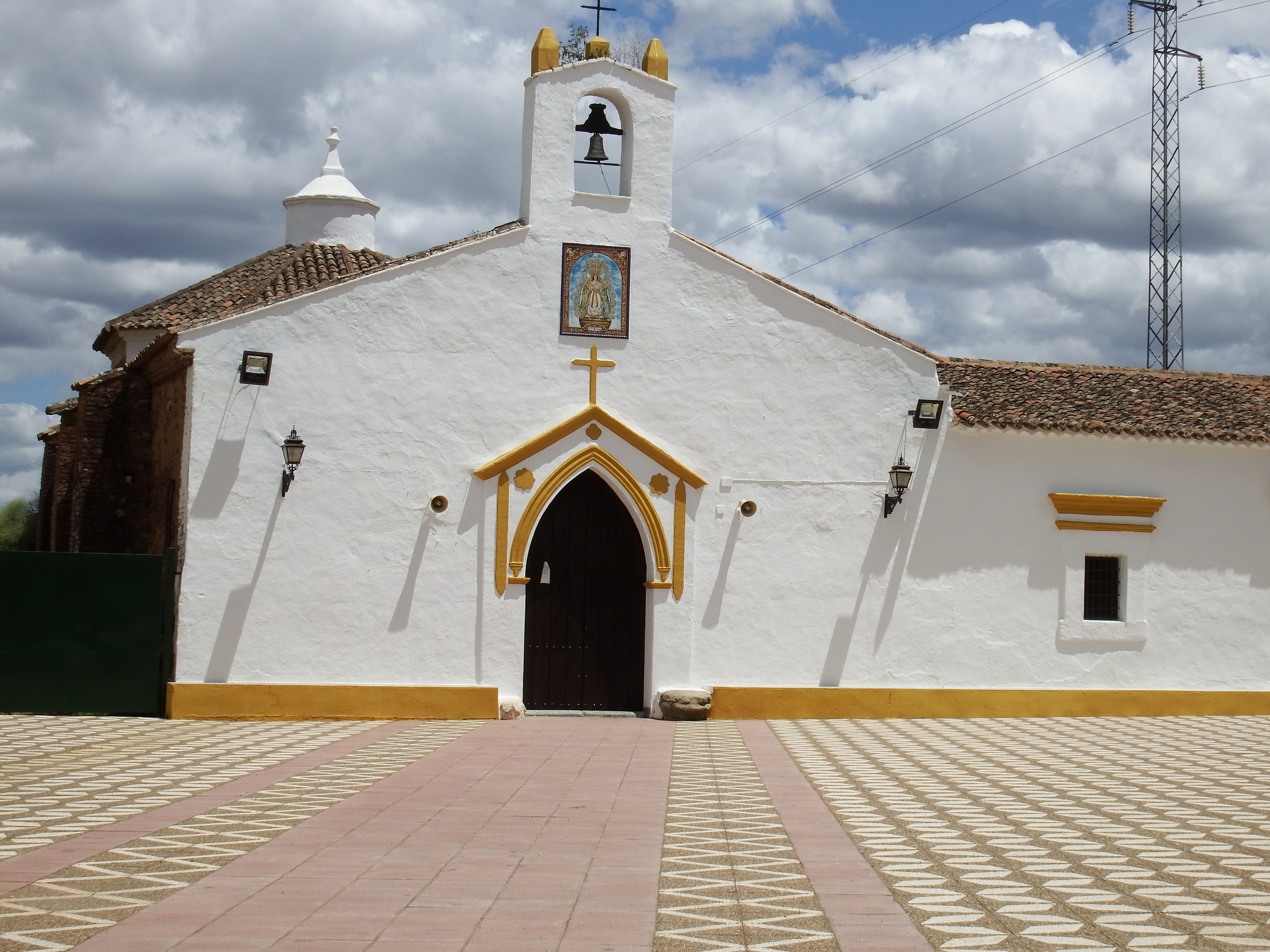
Ermita de la Virgen de Cala uno de los pocos vestigios de transición del estilo románico al gótico. en su interior se encuentra los patrones la Virgen de Cala y San Roque.  - Castillo
  - Iglesia de Santa María Magdalena
  - Ermita de la Virgen